# Wilhelm al II-lea al Siciliei
Wilhelm al II-lea (supranumit cel Bun), (n. 1153, Palermo, Regatul Siciliei – d. 18 noiembrie 1189, Palermo, Regatul Siciliei) a fost rege al Siciliei de la 1166 până la moarte. Personalitatea sa este mai degrabă confuză. Lipsit de exercițiu militar, ducând o viață izolată, el și-a petrecut cea mai mare parte din timp în palatul din Palermo. Cu toate acestea, domnia sa este marcată de o politică externă ambițioasă și o diplomație viguroasă. Principal reazem al papalității și aflat în înțelegeri secrete cu orașele italiene grupate în Liga Lombardă, el a reușit să îl înfrângă pe inamicul comun, împăratul Frederic I Barbarossa. În Divina Comedie, Dante îl plasează pe Wilhelm al II-lea în Paradis. De asemenea, el este amintit și în Decameron-ul lui Boccaccio (tale V.7). În privința supranumelui de "cel Bun", acesta se datorează probabil mai puțin firii sale cât încetării sub domnia sa a tulburărilor interne, atât de frecvente sub tatăl său.
Wilhelm avea doar 11 ani atunci când tatăl său, regele Wilhelm I "cel Rău" a murit, drept pentru care a fost plasat sub regența mamei sale, Margareta de Navarra. Până când a fost declarat adult în 1171, problemele guvernării au fost controlate mai întâi de cătrecancelarul Ștefan de Perche, vărul Margaretei (1166–1168), iar apoi de Valter Offamiglio, arhiepiscopul de Palermo, și de Matei de Ajello, vice-cancelar.
După preluarea directă a domniei, în 1174 și 1175 Wilhelm a încheiat tratate cu republicile maritime Genova și Veneția, iar căsătoria sa din februarie 1177 cu Ioana, fiica regelui Henric al II-lea al Angliei cu Eleanor de Aquitania, marchează înalta sa poziție la nivel european.
În iulie 1177 Wilhelm a trimis o delegație formată din arhiepiscopul Romuald de Salerno și contele Roger de Andria pentru a semna Tratatul de la Veneția care marca încheierea păcii cu împăratul Frederic Barbarossa. Pentru a certifica mai bine pacea, el a autorizat căsătoria mătușii sale, Constanța, fiică a lui Roger al II-lea, cu fiul lui Frederic Barbarossa, Henric de Hohenstaufen, devenit ulterior împărat ca Henric al VI-lea, obținând un jurământ universal care să îi fie dat Constanței ca succesoare, în cazul eventualului deces al lui Henric fără moștenitori. Această prevedere se va dovedi, contrar așteptărilor sale, fatală regatului normand.

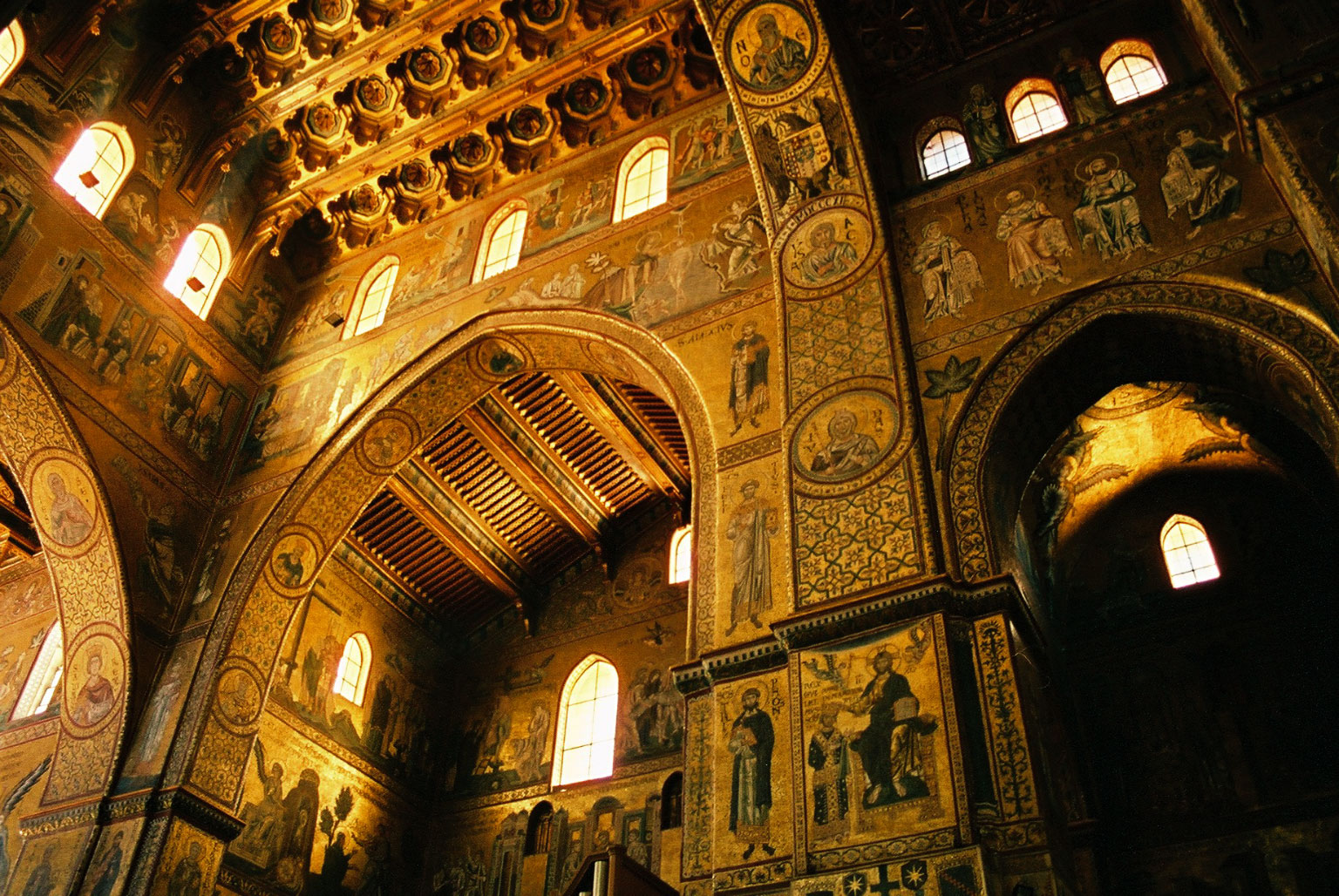
Catedrala din Monreale, construită sub domnia lui Wilhelm al II-lea. Wilhelm, părinții și frații săi sunt înmormântați acolo.

Neavând posibilitatea de a reînvia visul unui imperiu african (atât de drag bunicului său, Roger al II-lea), Wilhelm și-a direcționat atacul asupra Egiptului, de unde sultanul ayyubid Saladin amenința Regatul Ierusalimului. În iulie 1174, 30.000 de soldați au debarcat în fața Alexandriei, însă sosirea lui Saladin i-a silit pe sicilieni să se reîmbarce în dezordine. O mai bună perspectivă se deschidea pentru Regatul Siciliei ca urmare a confuziei care a urmat în Imperiul Bizantin după moartea împăratului Manuel I Comnen (1180), iar Wilhelm a reluat vechiul vis de a cuceri Constantinopolul. Dyrrachion a fost capturat (11 iunie 1185). În continuare, în timp de armata de uscat (presupusă să fi fost de 80.000 de oameni, inclusiv 5.000 de cavaleri) a pornit în marș către Salonic, flota (compusă din 200 de vase) a navigat către aceeași țintă capturând pe drum insulele Ionice Corfu, Cefalonia, Itaca și Zakynthos. În august Salonicul a capitulat în fața atacului combinat al flotei și al trupelor siciliene de uscat, după care a fost devastat (7.000 de greci au murit).
Trupele au pornit apoi către capitala Bizanțului, însă armata trimisă de împăratul Isaac al II-lea Angelos a reușit să îi înfrângă pe normanzi în bătălia de la Dimitrița, pe malurile  râului Struma (7 noiembrie 1185). Salonicul a fost imediat abandonat, iar în 1189 Guillaume a încheiat pace cu Isaac, părăsind toate cuceririle din timpul campaniei. Regele Siciliei plănuia acum să convingă armatele cruciate care se pregăteau în Occident să treacă prin teritoriile sale și se pare că intenționa să joace un rol de seamă în Cruciada a treia. Amiralul său Margarit din Brindisi, un geniu naval comparabil cu George de Antiohia (principalul amiral în slujba Siciliei din vremea lui Roger al II-lea), în fruntea a 60 de vase a menținut Mediterana orientală deschisă pentru cruciați, forțându-l pe sultanul Saladin să se retragă din dreptul Tripoli în primăvara lui 1188.

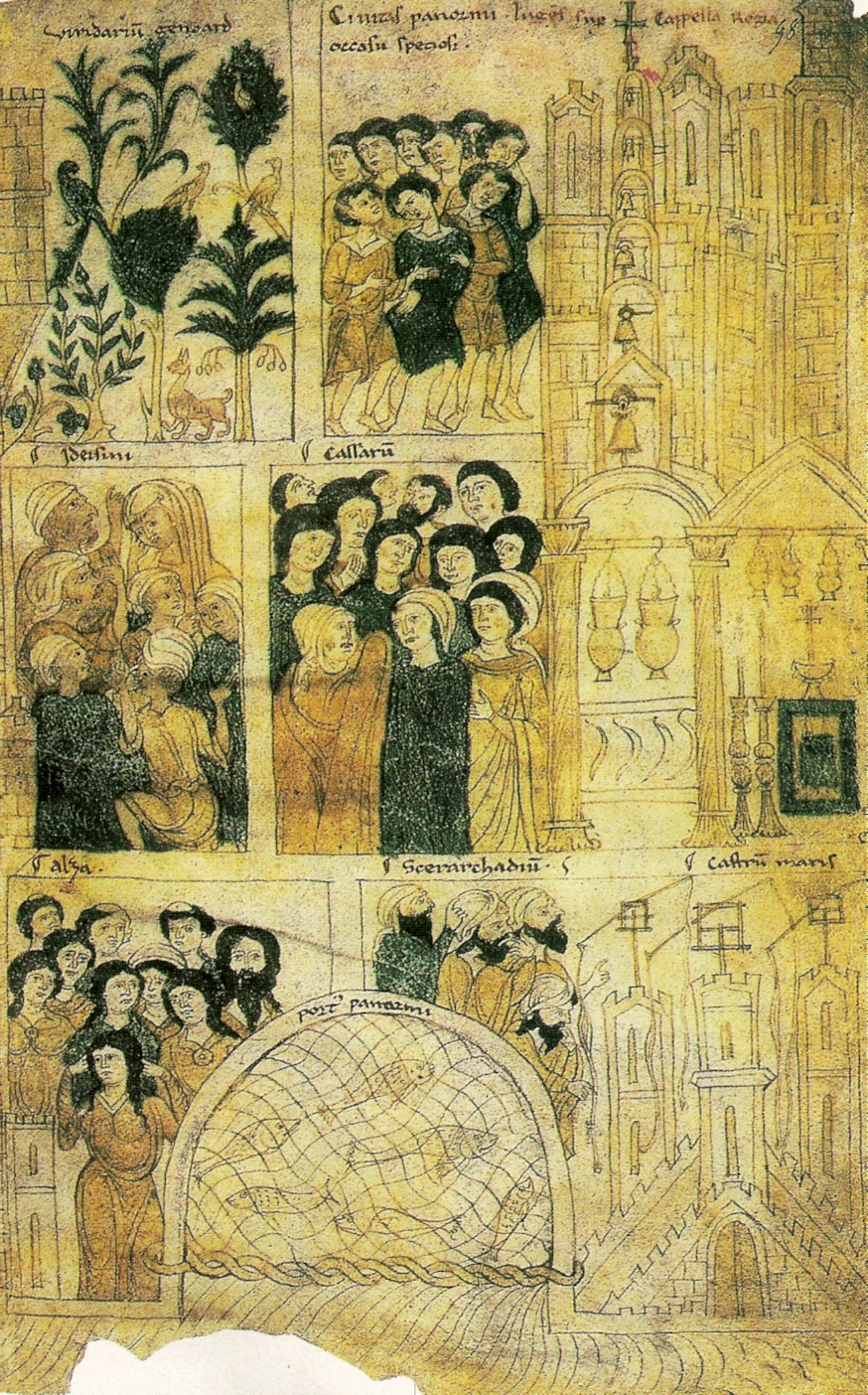
Palermo în doliu după moartea lui Guillaume al II-lea, conform Liber ad honorem Augusti de poetul Petru de Eboli.

În noiembrie 1189 Wilhelm a murit la Palermo, fără a avea copii. Cu toate acestea, cronicarul Orderic Vitalis consemnează un fiu al său (care probabil nu a trăit mult) în 1181: Bohemund.